# Couloirs aériens de Berlin-Ouest

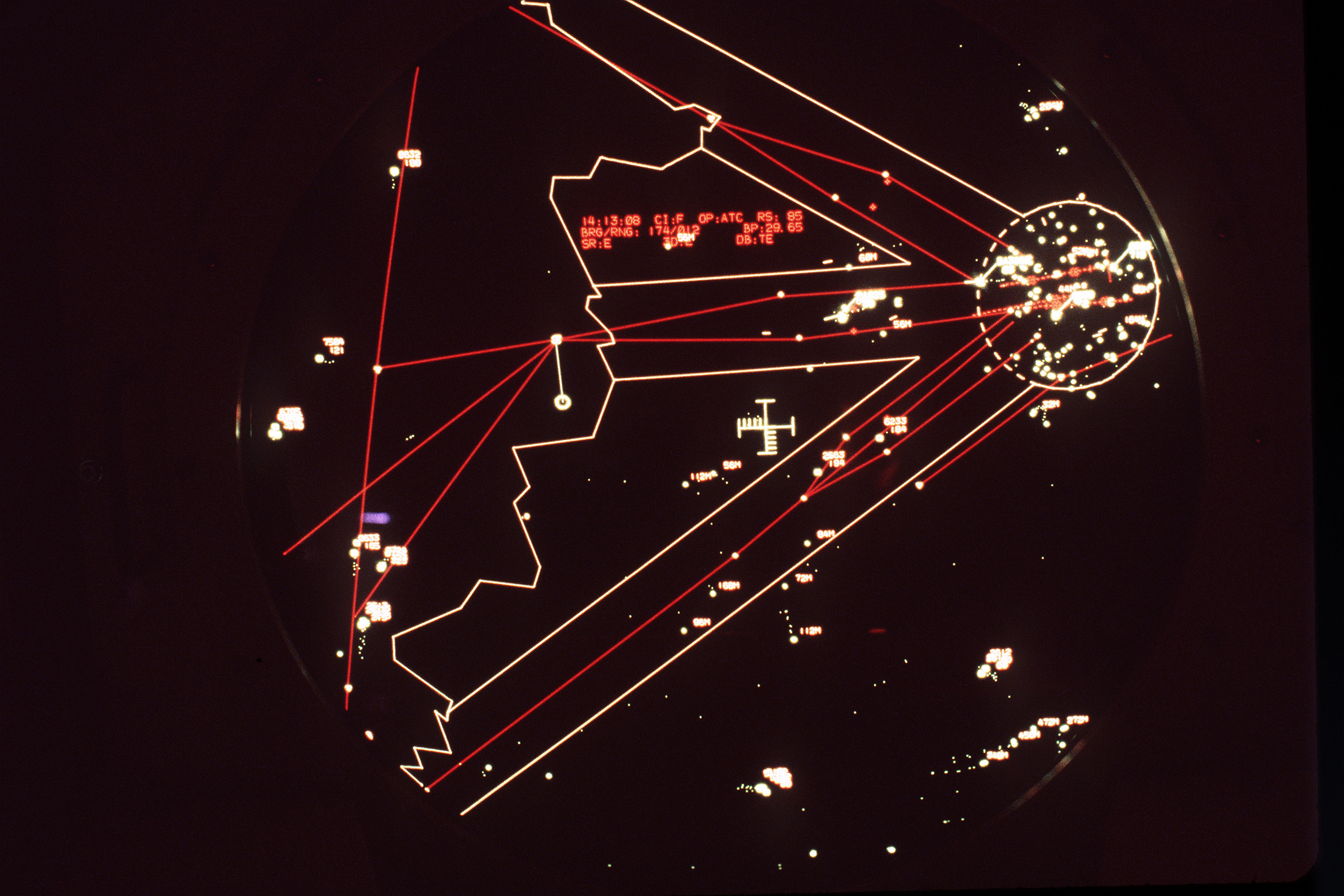
Les trois couloirs aériens de Berlin-Ouest, en 1989. Affichage de l'ATC de l'aéroport de Berlin-Tempelhof.

Pendant la période de la Guerre froide (1945–1991), les couloirs aériens de Berlin-Ouest (en anglais : West Berlin Air Corridors, en allemand : Berliner Luft Korridors), également connus sous le nom de zone de contrôle et couloirs de Berlin, étaient trois couloirs aériens réglementés affectés au trafic aérien civil et militaire des pays du bloc de l'Ouest entre Berlin-Ouest et l'Allemagne de l'Ouest (RFA), passant au-dessus du territoire de l'Allemagne de l'Est (RDA). Les couloirs et la zone de contrôle étaient physiquement centrés sur et sous le contrôle du centre de sécurité aérienne de Berlin (en anglais : Berlin Air Safety Center, BASC), dirigé par les Alliés et situé à Berlin-Ouest.
L'espace aérien à l'intérieur de ces couloirs était utilisé par les avions immatriculés aux États-Unis, au Royaume-Uni et en France appartenant aux forces armées et aux compagnies aériennes de ces pays, utilisés par des pilotes possédant les passeports de ces pays. De plus, ils étaient aussi utilisés par la compagnie polonaise LOT Polish Airlines pour des liaisons régulières de Varsovie vers Londres et Paris via l'aéroport de Berlin-Schönefeld au sud de Berlin-Est.

## Histoire

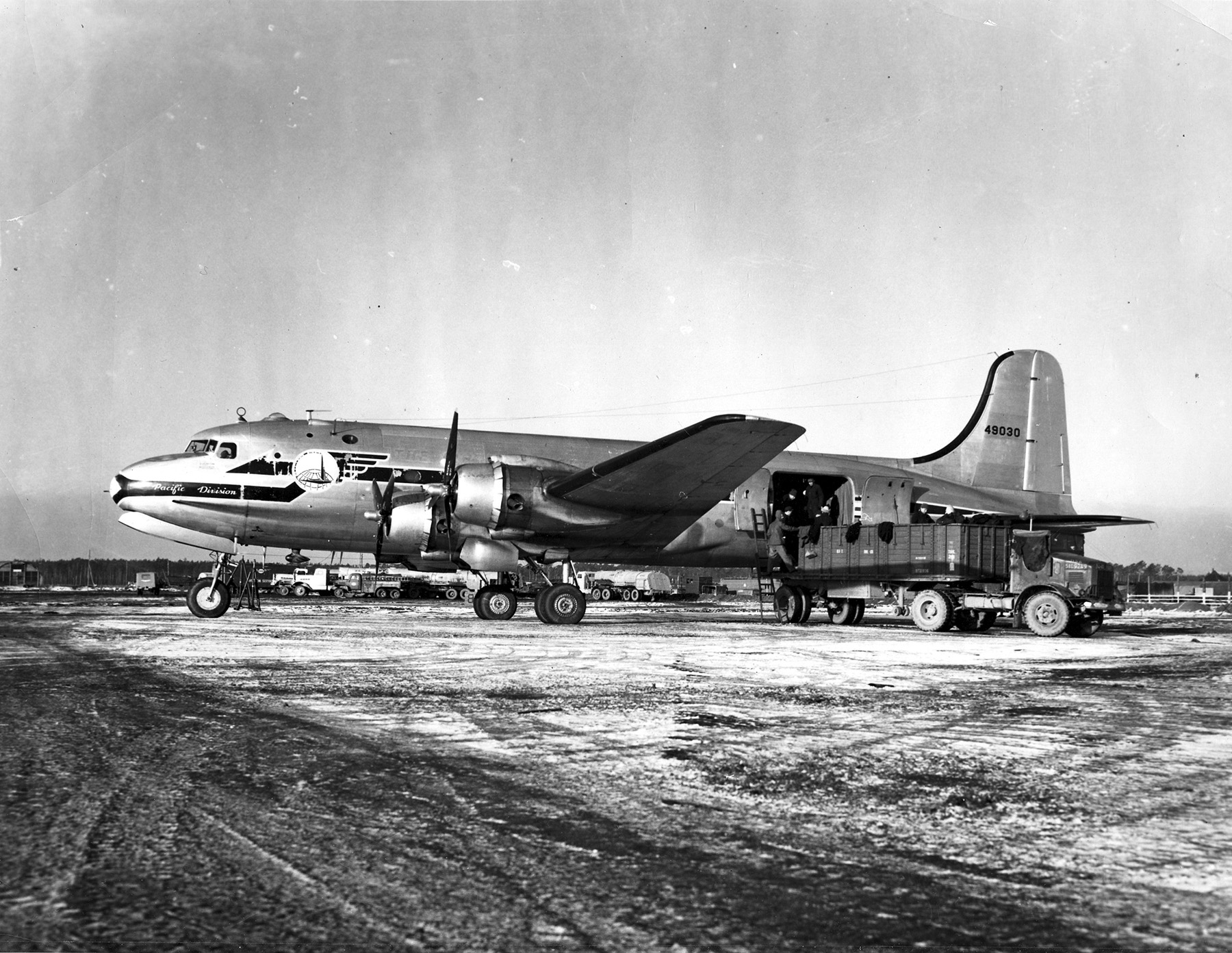
Un Douglas C-54E Skymaster, photographié pendant le pont aérien de Berlin, en 1948.

Les trois couloirs aériens reposaient sur des accords passés entre les quatre puissances victorieuses de la Seconde Guerre mondiale. À l'été 1945, deux couloirs provisoires au-dessus de la zone d'occupation soviétique en Allemagne avaient été mis en place pour garantir la sécurité de l'arrivée des délégations américaine et britannique à la conférence de Potsdam, compte tenu du trafic aérien largement non réglementé à destination de Berlin. Les Alliés occidentaux supposèrent initialement qu'il s'agissait d'une mesure temporaire pour la durée de la conférence. Toutefois, après la fin de la conférence, l'Union soviétique se plaignit des avions occidentaux, qui avaient à nouveau volé en dehors de ces couloirs. Le maréchal Gueorgui Joukov, commandant en chef des forces d'occupation soviétiques en Allemagne, voulait empêcher l'observation de ses forces par les pays occidentaux. Il y eut ensuite une négociation pour trouver une solution permanente.
Le 30 novembre 1945, les quatre puissances victorieuses du Conseil de contrôle allié — l'Union soviétique, les États-Unis, le Royaume-Uni et la France — signèrent un accord quadripartite, l'Air Agreement, pour la mise en place de trois corridors aériens d'une largeur de 20 miles (environ 32 km) entre Berlin et les zones d'occupation occidentales. Le 22 octobre 1946, la Direction des vols publia une réglementation pour les couloirs, qui ne pouvaient être utilisés que par des avions alliés. Elle établit également la zone de contrôle de Berlin (en anglais : Berlin Control Zone, BCZ), qui s'étalait dans un rayon de 20 miles autour du centre de sécurité aérienne de Berlin (en) (en anglais : Berlin Air Safety Center, BASC). Le BASC, qui était opéré par des contrôleurs aériens des quatre puissances du traité quadripartite, assurait la sécurité et le bon déroulement des opérations aériennes à l'intérieur des couloirs et de la zone contrôle de Berlin. Il était installé au Conseil de contrôle, dans les locaux de la Cour suprême de Berlin-Schöneberg. Bien que l'Union soviétique, en signe de protestation contre la conférence des six puissances à Londres en 1948 et la signature du Traité de Bruxelles le 20 mars 1948, ait décidé de retirer son représentant et de ne plus participer aux décisions du Conseil de contrôle, les anciens alliés travaillèrent dans le BASC jusqu'à la réunification de l'Allemagne, en 1990.
Les Soviétiques déclarèrent par la suite que les couloirs aériens n'étaient qu'un moyen supplémentaire permettant d'alimenter en hommes les garnisons berlinoises des forces occidentales, et il fut décidé qu'ils ne pourraient être utilisés que par des avions de transport non-armés. De plus, une altitude minimale de 2 500 ft (762 m) et une altitude maximale de 10 000 ft (3 048 m) devaient désormais être respectées. Cette décision ne fut pas officiellement reconnue par les Alliés occidentaux car elle n'était pas incluse dans les accords de 1945, mais elle fut officieusement acceptée et respectée. En 1959, les États-Unis firent voler un Lockheed C-130 à une altitude de 7 620 m au-dessus de Berlin pour réaffirmer leurs droits. Cette aventure ne fut cependant jamais retentée, après que les Soviétiques aient manifesté leur mécontentement.
S'étalant du 24 juin 1948 au 12 mai 1949, le blocus de Berlin fut l'une des premières crises internationales majeures de la Guerre froide. Dans une tentative de prendre un contrôle total de la ville, les autorités soviétiques bloquèrent toutes les voies d'accès terrestres, ferroviaires et maritimes menant à Berlin. En réponse à ces actions, les Alliés mirent en place l'un des ponts aériens les plus impressionnants de l'histoire, apportant quotidiennement 4 700 tonnes de nourriture, de carburant et autres denrées aux habitants de Berlin-Ouest via trois couloirs aériens,. Bien que le Blocus de Berlin ait été levé en mai 1949, pour les quarante années qui suivirent, les trois couloirs aériens demeurèrent les trois seules voies d'accès aériennes disponibles pour les habitants de Berlin-Ouest.

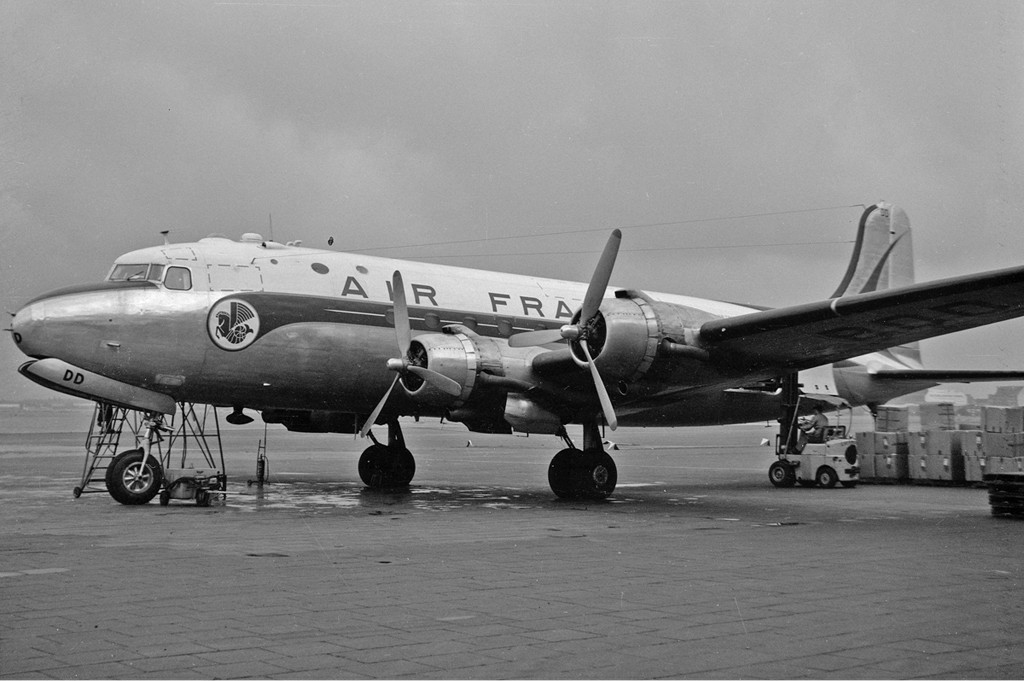
Un Douglas DC-4 d'Air France photographié à l'aéroport de Tempelhof, en 1960.

Jusqu'à la réunification de l'Allemagne en 1990, l'Aviation civile entre l'Allemagne de l'Ouest et Berlin-Ouest était restreinte aux transporteurs américains, britanniques et français, notamment Pan American World Airways, British European Airways et Air France, cette dernière rouvrant sa ligne reliant Paris à Berlin le 5 janvier 1950. Jusqu'au début des années 1960, seul l'aéroport de Tempelhof, situé sur le secteur américain, était disponible pour les vols de passagers civils. Avec l'ouverture d'un deuxième aéroport civil à Tegel, sur le secteur français, Air France put mettre en place des vols quotidiens entre Paris et Berlin via Düsseldorf en utilisant exclusivement le nouvel aéroport de Tegel. Les compagnies Pan Am et British Airways continuèrent initialement à n'utiliser que Tempelhof pour leurs liaisons reliant Hambourg, Hanovre, Düsseldorf, Cologne/Bonn, Francfort-sur-le-Main et Munich. Ce ne fut qu'en 1975 que ces compagnies commencèrent également à utiliser l'aéroport de Tegel, qui possédait alors la plus longue piste d'Europe à la suite du blocus de Berlin et qui, à partir du début des années 1960 devint un grand aéroport moderne.
Seule compagnie aérienne non alliée, la compagnie polonaise LOT, dirigée par le contrôle du trafic aérien américain à Tempelhof, fut autorisée à survoler les trois couloirs aériens au-dessus de l'altitude autorisée. Pendant la guerre froide, LOT proposait des vols directs depuis l'aéroport central de la RDA, Berlin-Schönefeld, vers Bruxelles et Amsterdam.
Il y avait en moyenne approximativement 600 vols qui empruntaient les couloirs aériens chaque semaine.

### Caractéristiques

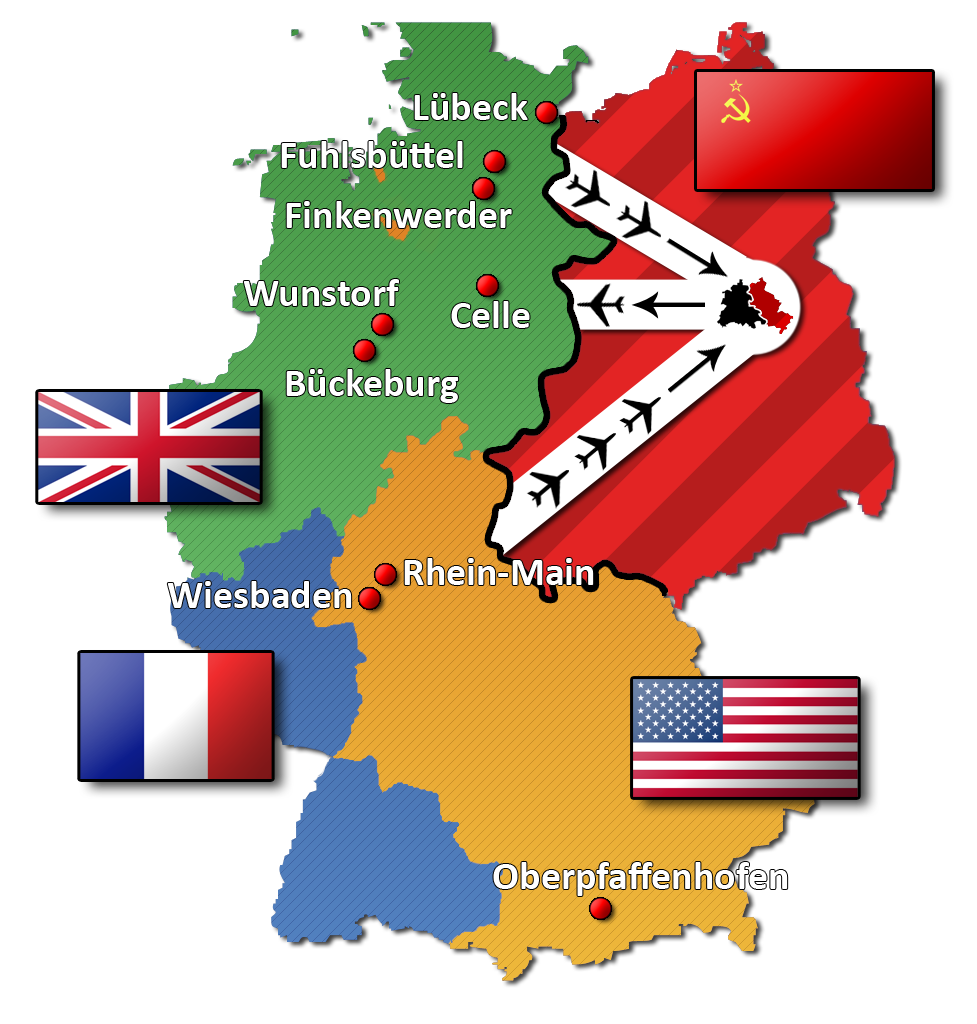
Carte des trois couloirs aériens de Berlin-Ouest.

Les couloirs aériens connectaient les trois aéroports de Berlin-Ouest — Tempelhof, Tegel et Gatow (en) — avec les autres aéroports. Contrôlés par le centre de sécurité aérienne de Berlin (BASC) et les infrastructures des différents aéroports présents à Berlin-Ouest, les couloirs aériens ne mesuraient chacun que 32 km (20 miles) de large, tandis que la zone de contrôle circulaire avait un rayon de 32 km, lui donnant un diamètre total de 64 km (40 miles) et permettant aux avions de manœuvrer pour éviter la météo ou pour effectuer les décollages et atterrissages depuis les aéroports de Berlin-Ouest. Les avions étaient contraints de voler à une altitude n'excédant pas 10 000 ft (3 048 m), — l'altitude de croisière des avions à hélices utilisés pour assurer le pont aérien de Berlin de 1948 et 1949 — bien qu'à certaines occasions la restriction d'altitude ait été assouplie à une valeur de 13 000 ft (3 962 m) afin d'accueillir des exercices militaires soviétiques.

### Routes
- Couloir aérien Nord : Hambourg, Brême, Europe du Nord[13] ;
- Couloir aérien Centre : Hanovre, Düsseldorf, Cologne, Europe de l'Ouest[13] ;
- Couloir aérien Sud : Francfort, Stuttgart, Munich, Nuremberg, Europe du Sud[13].

### Procédures d'utilisation
Les plans de vol pour les vols à l'intérieur de la zone de contrôle et à l'intérieur des couloirs aériens étaient traités par le Berlin Air Safety Center (BASC), qui à son tour se coordonnait avec le centre de contrôle du trafic aérien de Berlin (de) (en anglais : Berlin Air Route Traffic Control Center, BARTACC). Ils devaient être enregistrés au moins deux heures à l'avance et communiqués par les représentants des quatre puissances. Si l'une d'elles n'était pas d'accord, elle apposait sur la carte de sécurité de vol la mention « sécurité de vol non garantie », ce qui provenait généralement de la partie soviétique. Cette mention n'interdisait pas le vol en lui-même, mais il était effectué aux propres risques de l'opérateur et était de toute manière toujours soumis à la réglementation exercée par le BARTACC, situé dans la partie militaire de l'aéroport de Tempelhof.
En raison de leur étroitesse, il n'était pas possible de faire demi-tour à l'intérieur des couloirs et il n'y avait que peu de place pour éviter les conditions météo lorsqu'elles étaient difficiles. Une fois qu'un avion était entré dans un couloir, il devait exécuter tout le trajet jusqu'à sa destination. De même, les procédures contemporaines du contrôle de la circulation aérienne interdisaient le dépassement entre aéronefs à l'intérieur des couloirs, afin de garantir une utilisation sûre à l'intérieur de ces espaces étroits, mais également pour prévenir l'intrusion accidentelle d'un appareil dans l'espace aérien est-allemand. Cette restriction contraignait les équipages des avions à réaction à réduire leur vitesse si l'avion qui les précédait était un modèle lent propulsé par des moteurs à pistons ou des turbopropulseurs. Cela avait pour conséquence d'allonger le temps de vol des avions à réaction à l'intérieur des couloirs aériens et augmentait donc leur coût d'exploitation, en raison d'une consommation de carburant plus importante à basse altitude, en particulier sur les liaisons court-courrier internes allemandes couvrant une distance maximale de 480 km.
Pour des raisons commerciales et opérationnelles, les compagnies aériennes voyaient leurs vols emprunter le couloir central autant que possible, car celui ci était le plus court des trois et permettait de minimiser le temps passé par l'avion à une altitude de 10 000 ft. À de si basses altitudes, les avions de ligne modernes à turboréacteurs ne pouvaient pas atteindre une vitesse de croisière efficace, ce qui allongeait les temps de vol et pénalisait leur consommation en carburant. L'utilisation du couloir central était donc la solution la plus économique.

## Accidents et incidents
- Le 5 avril 1948, lors de son approche sur l'aéroport de Gatow, le Vickers 610 Viking 1B immatriculé G-AIVP de British European Airways, réalisant un vol régulier entre Northolt et Berlin via Hambourg, percuta de face un chasseur soviétique Yak-3 qui effectuait des manœuvres de voltige aérienne dans la zone au même moment. À la suite de la collision, le Viking partit en vrille vers le sol et s'écrasa à 3,1 km de l'aéroport, du côté est-allemand, causant la mort des quatorze personnes présentes à bord (quatre membres d'équipage et dix passagers). Le pilote de l'avion soviétique fut également tué dans l'accident. L'enquête qui suivit détermina que les actions du pilote du chasseur soviétique, qui allaient à l'encontre de toutes les règles de vol établies et des règles de vol quadripartites — dont les autorités soviétiques faisaient partie[2] —, étaient la cause de l'accident[15] ;
- Le 29 avril 1952, un Douglas C-54A d'Air France immatriculé F-BELI, réalisant une liaison interne régulière entre l'aéroport de Francfort-sur-le-Main et l'aéroport de Berlin-Tempelhof, subit une violente attaque de la part de deux chasseurs MiG-15 soviétiques lorsqu'il déborda d'un des couloirs aériens et survola le territoire est-allemand. Bien que l'attaque ait sévèrement endommagé l'appareil, nécessitant l'arrêt des moteurs no 3 et no 4, le pilote aux commandes de l'appareil parvint à effectuer un atterrissage d'urgence en sécurité à l'aéroport de Tempelhof. Une inspection après l'arrivée de l'avion à Tempelhof révéla qu'il avait été touché par 89 obus tirés par les MiGs lors de leur attaque. L'attaque fit trois blessés parmi les 17 occupants de l'avion (six membres d'équipage et onze passagers). Les autorités militaires soviétiques justifièrent l'attaque d'un avion civil sans défense en affirmant que ce dernier était à l'extérieur de son couloir au moment de l'attaque[16] ;
- Le 12 mars 1953, un bombardier Avro Lincoln de la Royal Air Force est abattu par deux MiG-15 soviétiques alors qu'il était dans le couloir nord en mission d'entraînement. Les sept membres d'équipage sont tués.
- Le 15 novembre 1966, Clipper München, un Boeing 727-100 de la compagnie américaine Pan American World Airways (immatriculation N317PA), effectuant le trajet retour du vol cargo hebdomadaire régulier reliant les aéroports de Berlin et Francfort (vol PA 708 (en)) devait atterrir cette nuit à l'aéroport de Tegel plutôt qu'à Tempelhof, en raison de travaux de surfaçage de la piste étant en cours à ce moment-là à Tempelhof. Le contrôle aérien de Berlin avait autorisé le vol 708 à effectuer une approche aux instruments (ILS) vers la piste 08 de l'aéroport de Tegel, peu après que l'équipage ait effectué une descente du niveau de vol FL030 (3 000 ft) avant d'entrer dans le couloir sud-ouest au-dessus de l'Allemagne de l'Est, lors de la dernière partie de son vol vers Berlin. L'avion percuta le sol près de Dallgow-Döberitz, en Allemagne de l'Est, presque immédiatement après que son équipage ait collationné les dernières instructions reçues du contrôle de Berlin, à seulement 16 km de l'aéroport de Tegel. Les trois membres d'équipage perdirent la vie dans cet accident. La visibilité était mauvaise et il neigeait au moment de l'accident. À la suite de l'accident, les autorités soviétiques ne retournèrent que la moitié de la carcasse de l'avion à leurs homologues américains. Cela excluait les éléments vitaux pour une enquête, tels les deux boîtes noires, les systèmes de commandes de vol, ainsi que son équipement de navigation et de navigation. L'enquête du NTSB qui suivit conclut que la descente de l'avion en-dessous de son niveau de vol autorisé était la cause probable de l'accident. Toutefois, le NTSB fut incapable de déterminer les facteurs qui avaient fait descendre l'équipage en dessous de l'altitude minimale autorisée[17],[18],[19].